# Делиу, Ардит
Ардит Делиу (алб. Ardit Deliu; род. 26 октября 1997, Дуррес, Албания) — албанский футболист. С 2022 года играет в составе албанского клуба «Тирана».

## Клубная карьера
Ардит Делиу начал свою молодёжную карьеру в возрасте 14 лет. В 2011 году он вошёл в состав молодёжной команды албанского клуба «Беса» в Кавае. В сезоне 2012-13 года футболист играл за команду с игроками до 17 лет, которую тренировал Илли Телити, сформировавший прочный дуэт нападающих Ардита Делиу и Реги Лушкья. В первой половине сезона дуэт набрал 90 % всех очков молодёжной команды до 17 лет клуба «Беса».
В состав взрослой команды Делиу перевели в 2014 году. Тренер Артан Мергиши ввёл его в матче чемпионата Албании по футболу против клуба «Велечику» 22 октября 2014 года. Делиу дебютировал, выйдя на замену Дарлиена Баязити на 46-й минуте. 22 ноября 2014 года футболист дебютировал в лиге, сыграв в матче против клуба «Буррели», во время которого забил свой первый гол за команду. Он завершил сезон 4 играми в лиге с 2 голами и 1 игрой в национальном чемпионате.
27 августа 2015 года Делиу подписал контракт с хорватским клубом «Сплит» по рекомендации Сокола Цикалеши, албанского игрока команды в сезоне 2014-15 года. Будучи несовершеннолетним, он не был зарегистрирован до февраля 2016 года. 7 февраля 2017 года футболист подписал контракт с хорватским клубом «Хайдук II» сроком до июня 2018 года. С 2018 по 2022 год он играл за албанский клуб «Лачи». С июня по август 2022 года Делиу играл за латвийский клуб «Лиепая». 27 августа 2022 года он перешёл в албанский клуб «Тирана».

## Международная карьера
Ардит Делиу дебютировал на международной арене в составе сборной Албании по футболу до 17 лет, под руководством тренера Джемаля Мустеданагича, на чемпионате Европы среди юношей до 17 лет в 2014 году. Он сыграл в 5 из 6 матчей между квалификационным и элитным раундами, завершив 3 полных 80-минутных матча в квалификационном раунде и 2 с выходом на замену в элитном раунде.
Делиу перешёл в сборную Албании по футболу до 19 лет по приглашению тренера Арьяна Беллаи и участвовал в квалификационных матчах чемпионата Европы среди юношей до 19 лет с 12 по 17 ноября 2015 года. Он сыграл 2 полных 90-минутных матча против сборной Австрии по футболу до 19 лет в поражении со счётом 1:2 и аналогичной сборной Грузии в поражении со счётом 0:1. Футболист получил по жёлтой карточке в каждом из двух матчей и пропустил финал. Делиу перешёл в сборную Албании по футболу до 21 года по приглашению тренера Албана Буши в январе 2017 года. В последний раз в составе этой сборной он участвовал в двойном товарищеском матче против сборной Молдовы по футболу до 21 года 25 и 27 марта 2017 года. С 2022 года на международных соревнованиях Ардит Делиу выступает за сборную Албании по футболу.

## Достижения
- Обладатель Суперкубка Албании (1): 2022[англ.].